# 紡木たく
紡木 たく（つむぎ たく、1964年（昭和39年）8月2日 - ）は、日本の漫画家。神奈川県横浜市出身。神奈川県立金井高等学校出身。1982年、『別冊マーガレット』（集英社）同年3月号に掲載された『待ち人』でデビューした。

## 概要
1980年代半ば、『別冊マーガレット』誌上にて絶大な人気を博す。代表作『ホットロード』は公称700万部を売り上げた。
デビュー当初は大学生が主人公の作品もあったが、その後は主に中学生・高校生を描き、漫画家活動の後期には小学生を主人公にした作品もあった。作者が育った湘南や横浜が舞台になった作品が多い（『みんなで卒業をうたおう』では母校である金井高校がそっくりそのまま描かれている）が、山口県を舞台にした『瞬きもせず』を執筆中は実際に山口県に移り住み、現地の風景や方言を作品に写し込んでいた。
1990年代に入ると、作品の叙情性、内省的な面が強くなり、舞台が都会から遠い場所になったこともあって暗さが目立つようになった。
1995年以降は、2002年に『別冊マーガレット』増刊『P!マーガレット』にポスターイラストを描き下ろした以外の活動はなかったが、2007年12月8日に12年の休筆期間を経て編書房より新作『マイ ガーデナー』が刊行された。

## 全作品リスト
- 待ち人
- ふたりの風景
- サンセット・イメージ
- 波の言葉たち
- 新しい友達
- あの夏が海にいる
- 湘子
- 横浜・14才・由子
- あの人の車で…
- やさしい手を、もってる
- うまく いえない
- みんなで卒業をうたおう
- これからも ずっと…
- 机をステージに
- ホットロード
- 瞬きもせず
- his love
- 純 -JUN-
- 17の午後
- 小さな祈り
- かなしみのまち
- 隆司永遠
- マイ ガーデナー
- 紡木たく PICTURE BOOK